# 崔滋
崔滋（チェ・ジャ、1188年 － 1260年）は、高麗の文臣。字は樹徳、号は東山叟。初名は宗裕。本貫は海州崔氏。

## 人物
「海東の孔子」と呼ばれた崔冲の子孫で名門両班の出身である。康宗の代に科挙に及第し、尚州司録に任命され、のちに国子監學諭に抜擢された。武臣政権下では冷遇されたが、李奎報によって才能を見出され、文武両班に職田（収租地）を分給する給田都監の録事に任命されると、崔瑀により文吏倶優の逸材として重用された。モンゴルの高麗侵攻に際して、朝廷が抗戦派と講和派に分かれると、講和を主張し、金俊による崔氏政権打倒を支持した。1258年、門下侍郞、中書門下平章事、判吏部事となった。
詩文に優れ、当代に大きく名を挙げた。 著書として「家集」10巻、「補閑集（続破閑集）」3巻があり、李仁老の「破閑集」とともに詩評を兼ねた朝鮮最初の詩話集として、李朝時代に盛行する詩学の原点となった。